# マラソン足袋
マラソン足袋（マラソンたび）は、マラソンでの長距離に耐えられるようにした、陸上競技用の足袋である。金栗四三がストックホルムオリンピックで履いたことで知られる。

## 歴史

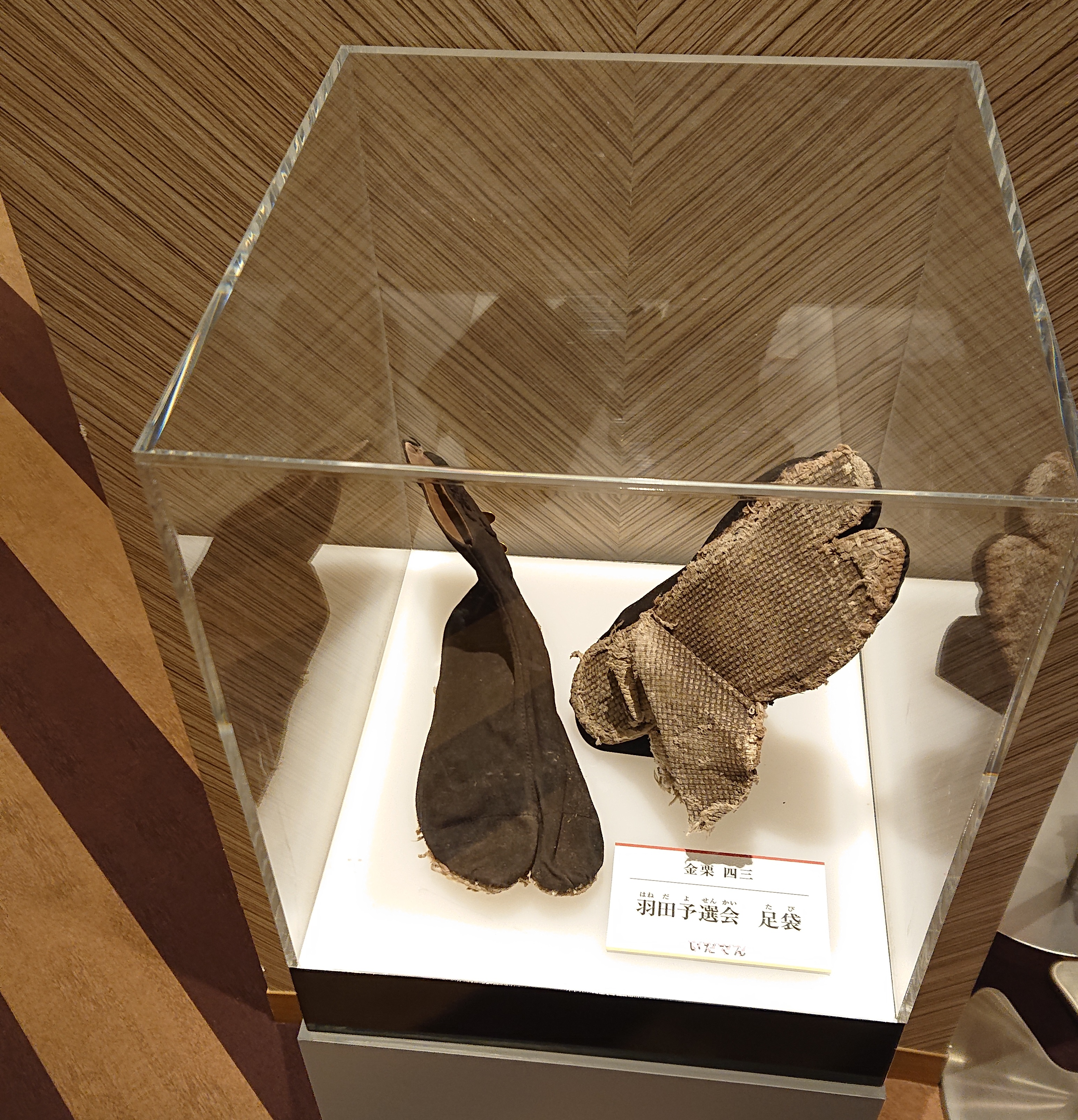
大河ドラマ『いだてん』でストックホルムオリンピック予選会の撮影に用いられた金栗四三（演：中村勘九郎）の足袋

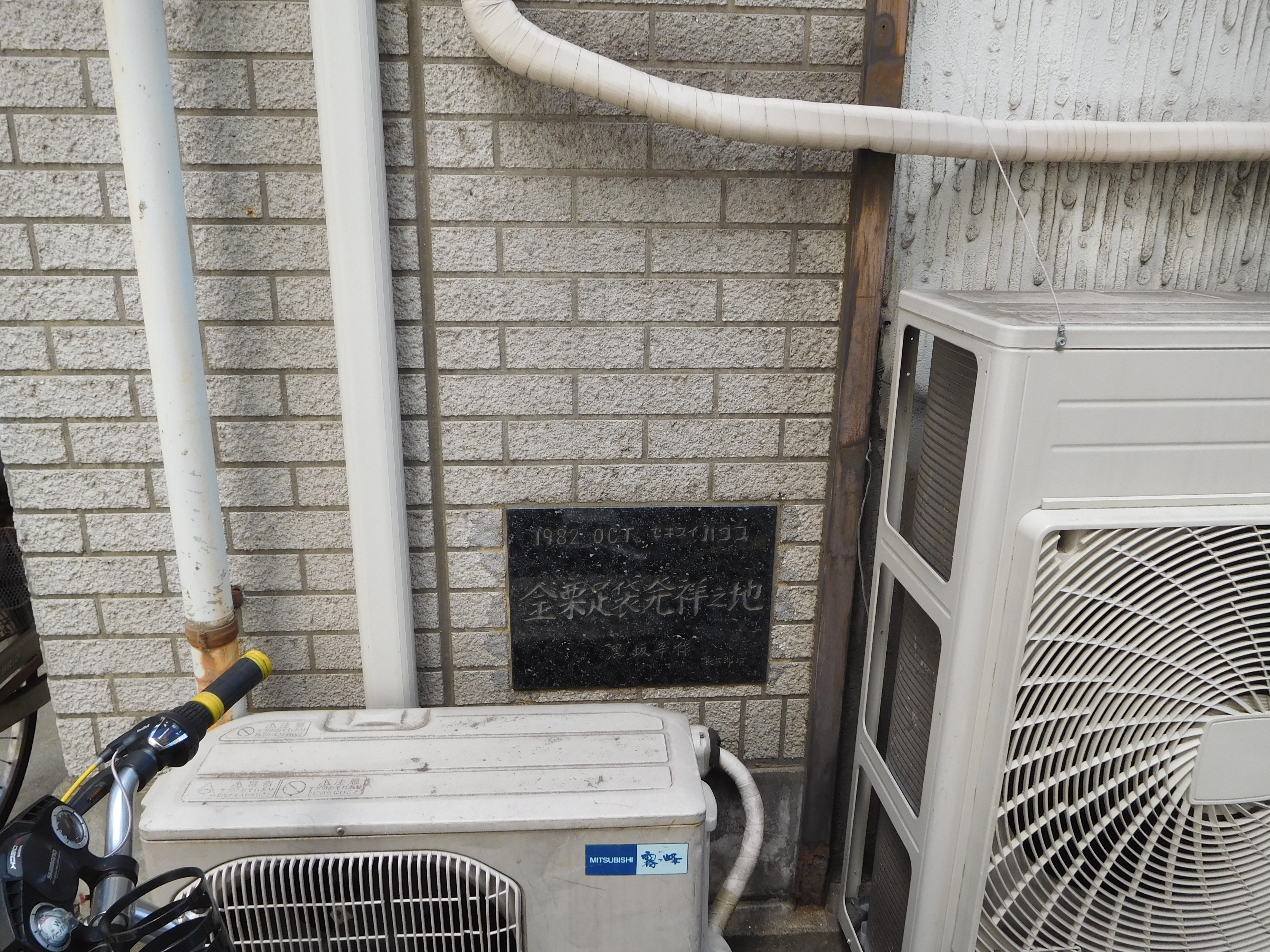
ハリマヤの跡地にある「金栗足袋発祥之地」石板（東京都文京区大塚三丁目）

明治時代、長距離走者は「軽い方が有利」ということで普通の足袋を履いてマラソンを走っていた。しかし、1911年に開かれたストックホルムオリンピックに向けたマラソンの予選会で、金栗四三が履いていた足袋は長距離走行に耐えきれずボロボロになり、彼がゴールした時は裸足であった。その後の練習でも足袋はすぐにすり減ったため、金栗は在学していた東京高等師範学校（学制改革により東京教育大学、現 筑波大学）近くで足袋屋「播磨屋足袋店（ハリマヤ）」を営む職人・黒坂辛作（1882年生まれ）に足袋の改良を依頼した。黒坂は足袋底を三重に補強してマラソン足袋を完成させた。
ところが土の道路であった日本とは異なり、ストックホルムは石畳だったため、足袋底を補強しただけでは足への衝撃を吸収できず、金栗は足を傷めてしまった。帰国後、金栗はさらなる改良を黒坂に依頼し、足袋の底にゴムを貼り付け、小鉤（こはぜ）を廃して甲の部分を靴のように紐で縛る、カナクリ足袋を完成させた。
このカナクリ足袋を使用した選手からはオリンピックで好成績を残す事例が現れる。1928年のアムステルダムオリンピックで山田兼松、津田晴一郎が入賞、1936年のベルリンオリンピックで孫基禎が金メダル、南昇竜が銅メダルを獲得した。ベルリンオリンピックで孫が優勝した際、黒坂が新聞の取材に対し「外国にはこんな指の股のついたのなんかないでしょうな、ハハハー」と笑った記事が残されている。太平洋戦争後、1951年のボストンマラソンに優勝した田中茂樹もマラソン足袋を使用し、現地の記者から「指が2本しかないのか?」と訝しまれる一幕もあった。だが、その後指先が分かれたスタイルではキック力が減殺されるという考えから、ハリマヤは足袋のスタイルを捨ててマラソンシューズへと舵を切ることとなる。1948年に黒坂は子息である與田勝蔵に家督を譲り、会社名も「ハリマヤ運動用品株式会社」となる。與田は1950年に最初のマラソンシューズの試作品を完成させる。1953年のボストンマラソンに日本から出場した選手はすべてシューズを履き、その一人の山田敬蔵が優勝したことで、ハリマヤはスポーツシューズメーカーに転じた。その製品は谷口浩美にも愛用されていたが、1990年代に製造を終了している。
ハリマヤがマラソン足袋から手を引いた後も、他社によって同様の製品は改良が続けられ、マラソン足袋、ランニング足袋として販売されている。きねや足袋の製品は2017年にドラマ化された『陸王』で使用されている。
金栗の出身地・玉名市では、金栗が当時履いていたカナクリ足袋を再現したランニング足袋『KANAKURI』をふるさと納税の返礼品としている。